# Little Green Cars
Little Green Cars (с англ. — «Маленькие зелёные машинки») — ирландская инди/поп-рок группа из Дублина, образованная в 2008 году. Весной 2019 года группа распалась.

## История создания
В середине 2000-х годов двое будущих участников Little Green Cars — Адам О’Риган и Дона Сивер О’Лири — играли в группе The Revolts (с англ. — «Бунтари»). После распада группы был сформирован новый коллектив, в состав которого вошло уже пять участников: Фэй О’Рурк, Дилан Линч, Стиви Эпплби, а также вышеуказанные музыканты. Название группы, по легенде, придумал О’Лири: в детстве, пытаясь уснуть, он считал не прыгающих через заборы овец, а маленькие зелёные машинки.
За время своего существования группа была в турне по Америке и Великобритании, выступала в Австралии, давала концерты в крупнейших столицах Европы. В 2014 году коллектив впервые посетил Россию, выступив с несколькими концертами во время Недели Ирландии в Москве.

## Дискография
Мини-альбомы
- Volume I (2008)
- Volume II (2008)

Синглы
- «The John Wayne» (2012)
- «Harper Lee» (2013)
- «My Love Took Me Down To The River To Silence Me» (2013)

Студийные альбом
- Absolute Zero (2013)

## Участники группы
- Стиви Эпплби — вокал, гитара
- Дилан Линч — ударные, вокал
- Дона Сивер О’Лири — бас-гитара, вокал
- Адам О’Риган — фортепиано, гитара, вокал
- Фэй О’Рурк — орган, вокал